# Rivière Caribou
Rivière Caribou är ett vattendrag i Kanada.   Det ligger i provinsen Québec, i den östra delen av landet, 500 km nordost om huvudstaden Ottawa.
I omgivningarna runt Rivière Caribou växer i huvudsak blandskog. Runt Rivière Caribou är det tätbefolkat, med 319 invånare per kvadratkilometer.